# Kaleidoscope (Hilcrhymeの曲)
「Kaleidoscope」（カレイドスコープ）は、日本のヒップホップユニット・Hilcrhymeの通算12枚目のシングル。2012年11月7日にユニバーサルJから発売された。

## 概要
- 初回限定版のみ、『Kaleidoscope』のバンダナがつく。

## 収録曲
1. Kaleidoscope（作詞：TOC、作曲：TOC & DJ KATSU、編曲：DJ KATSU）　（4：01）
TOC曰く「『女心と秋の空』ということわざにインスパイアを受け、心変わりのする女性の心情を書いた」との事。
2. Kaleidoscope -KARAOKE ver.-（作詞：TOC、作曲：TOC & DJ KATSU、編曲：DJ KATSU）　（4：01）

| スタブアイコン | サブスタブ | この項目は、まだ閲覧者の調べものの参照としては役立たない、シングルに関連した書きかけの項目です。この項目を加筆・訂正などしてくださる協力者を求めています（P:音楽/PJ:楽曲）。 |